# Shigesato Itoi
Shigesato Itoi (糸井 重里, Itoi Shigesato, Maebashi, 10 de novembro de 1948) é um redator, ensaísta, letrista, designer de jogos e ator japonês. Itoi é o editor-chefe de seu website e da empresa Hobo Nikkan Itoi Shinbun ("Jornal Itoi Quase Diário"). Ele é mais conhecido fora do Japão por seu trabalho na série de jogos Mother, da Nintendo, bem como por seu videogame homônimo de pesca.

## Escrita
Durante a década de 1980, Itoi estabeleceu a profissão de escrever textos publicitários para o público em geral no Japão. Em 1981, ele foi coautor de uma coleção de contos intitulada Yume de Aimashou ("Vamos nos encontrar em um sonho") com o escritor Haruki Murakami. Mais tarde, Itoi passou a escrever ensaios, letras de músicas e criar videogames. Ele é mais conhecido fora do Japão pelo EarthBound da Nintendo, lançado em 1994 no Japão (como Mother 2: Giygas Strikes Back ) e em 1995 na América do Norte.
Em 1997, Itoi começou a usar a Internet e comprou seu primeiro Macintosh. Em 1998, ele iniciou o site e a empresa Hobo Nikkan Itoi Shinbun ("Jornal Itoi Quase Diário"), que é o centro de sua atividade hoje. Com o tema "criando bom humor", o site é atualizado diariamente há 15 anos, com ensaios de Itoi sobre estilo de vida, entrevistas e artigos, além de vendas de produtos. Ele fala sobre seus cães de estimação e suas entrevistas com artistas, artesãos, empresários, etc., que tendem a se concentrar em questões filosóficas. Itoi co-escreveu vários livros baseados nessas entrevistas, nos quais ele tem uma série de longas conversas com, por exemplo, um especialista em neurologia Yūji Ikegaya, sobre como viver como um ser humano no mundo. Livros que reúnem ensaios anteriores de Itoi, escritos na página inicial do site, também estão disponíveis para compra.

## Filmografia
Itoi dublou o pai de Satsuki, Tatsuo Kusakabe, na versão original japonesa do filme Tonari no Totoro de 1988 do Studio Ghibli. Ele foi jurado em vários episódios dos programas de televisão japoneses Iron Chef e Hey! Spring of Trivia. Ele fez sua estreia como ator live-action em 2010, quando interpretou um professor na adaptação cinematográfica de Norwegian Wood, de Haruki Murakami.
| Ano  | Título                                                   | Papel           | Notas                 |
| ---- | -------------------------------------------------------- | --------------- | --------------------- |
| 1984 | Scrap: A Love Story                                      | Detetive        |                       |
| 1987 | Guys Who Never Learn                                     |                 |                       |
| 1987 | Shigesato Itoi's TV GAME MUSEUM                          | Apresentador    | Especial de TV        |
| 1988 | Tonari no Totoro                                         | Tatsuo Kusakabe | Dublagem              |
| 1989 | Gaki no tsukai ya arahende!!                             | Ele mesmo       | Televisão             |
| 1991 | My Soul is Slashed                                       | Inohara         |                       |
| 1992 | Super Folk Song: Piano Ga Aishita Onna                   | Ele mesmo       | Documentário          |
| 1997 | Ishoku Manga-shi 33-nen no Kiseki ~ Garo no Jidai o Yomu | Ele mesmo       | Documentário de TV    |
| 2002 | Tsuki ni shizumu                                         | Doutor          | Filme de TV           |
| 2009 | Bokura no jidai                                          | Ele mesmo       | Televisão             |
| 2009 | Kyôiku terebi no gyakushû: Yomigaeru kyoshô no kotoba    | Ele mesmo       |                       |
| 2010 | Norwegian Wood                                           | Professor       |                       |
| 2012 | Shin 13 no kao wo motsu otoko                            | Ele mesmo       | Minissérie documental |
| 2012 | Tabi no chikara                                          | Ele mesmo       |                       |
| 2015 | Yoru Tamori                                              | Ele mesmo       | Minissérie            |
| 2016 | Chimata no hanashi                                       | Ele mesmo       |                       |

## Videogames
Itoi fundou a empresa Ape, Inc. como um local para desenvolvedores externos ajudarem a criar jogos para a Nintendo. Ele foi o criador da série Mother . No Mother original para Famicom, ele foi designer-chefe, roteirista e diretor, enquanto em Mother 2 (lançado como EarthBound no Ocidente) para SNES, Itoi foi produtor, diretor e roteirista. Inicialmente, ele imaginou Mother 3 como um título altamente ambicioso para o malfadado periférico Nintendo 64DD, que faria a transição da série para gráficos 3D e apresentaria elaboradas cenas cinematográficas; no entanto, esta versão do jogo nunca se concretizou devido ao fracasso do 64DD, e Mother 3 foi reimaginado como um título 2D para Game Boy Advance com um escopo mais próximo dos dois primeiros títulos, com Itoi creditado como o escritor da história. Outro título 64DD não realizado que Itoi estava envolvido no desenvolvimento nessa época foi o videogame simulador de animais de estimação Cabbage, que foi cancelado após anos de development hell.
Itoi afirma que a batalha final de EarthBound com Giygas foi inspirada na sua exibição acidental na infância do filme Shintoho intitulado Kenpei to Barabara Shibijin. Especificamente, a cena que inspirou a batalha foi uma cena que retratava uma mulher sendo assassinada, o que ele confundiu com estupro.
Itoi disse que não estaria envolvido em um quarto título da série. As obras de Itoi tiveram impacto em outros jogos e outras mídias, incluindo Undertale, e outros.
| Ano   | Título                             | Papel                                                                    |
| ----- | ---------------------------------- | ------------------------------------------------------------------------ |
| 1989  | Mother                             | Diretor, designer de jogos, escritor                                     |
| 1993  | Monopoly                           | Produtor                                                                 |
| 1994  | EarthBound                         | Diretor, produtor, escritor, conceito da fonte Saturn, amostragem de voz |
| 1995  | The Monopoly Game 2                | Supervisor                                                               |
| 1997  | Itoi Shigesato no Bass Tsuri No. 1 | Conceito original, supervisor                                            |
| 2006  | Mother 3                           | História, cenário, mensagem                                              |
| N / D | Cabbage                            | Designer                                                                 |

## Outros empreendimentos

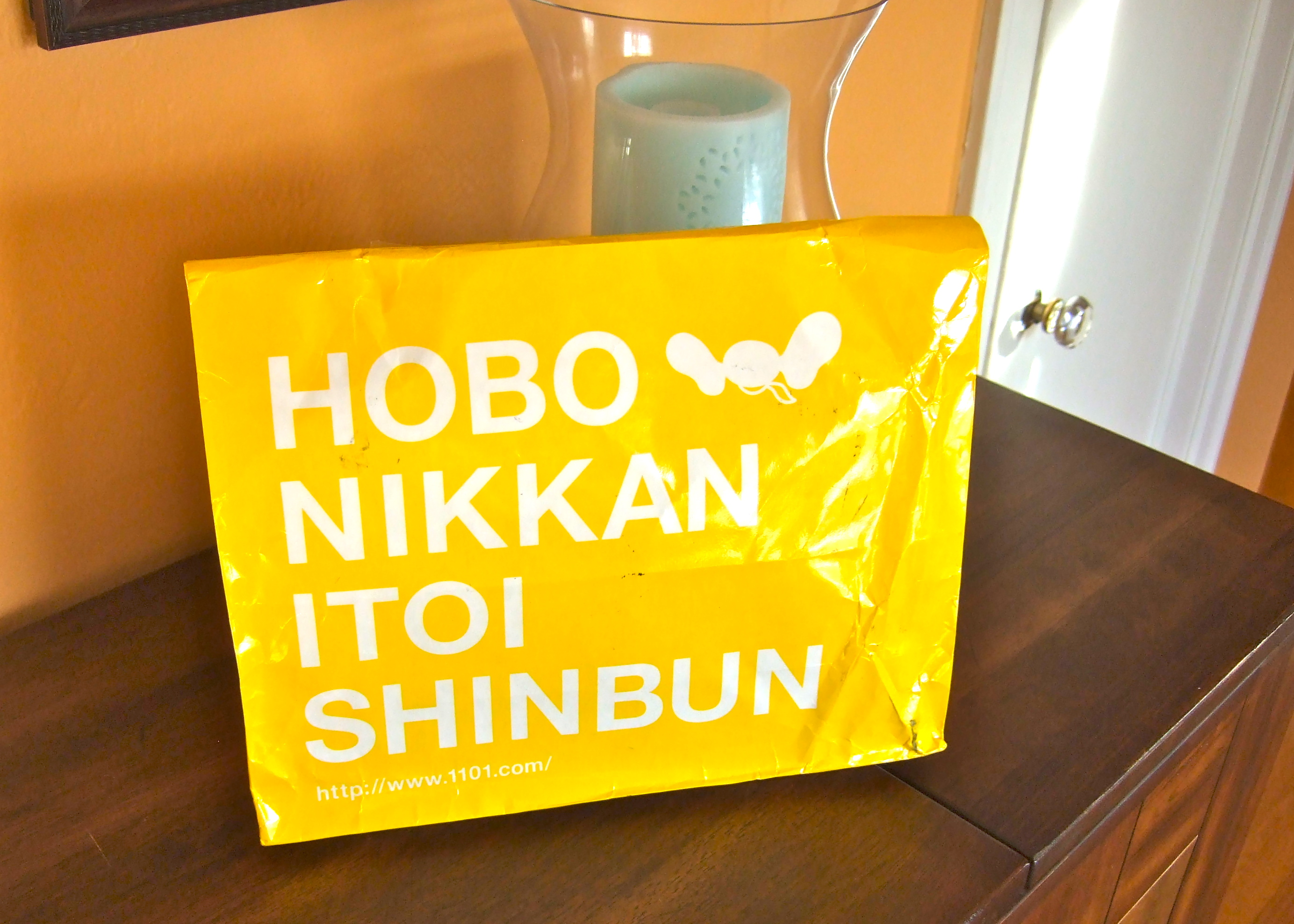
Embalagem Hobo Nikkan Itoi Shinbun

Shigesato Itoi trabalhou com a Nintendo para criar haramakis com tema de videogame.
Itoi é um ávido jogador de Monopoly e é presidente da Japan Monopoly Association (日本モノポリー協会, Nihon Monopoly Kyōkai). Ele também competiu no Campeonato Mundial de Monopoly de 1992 e ficou em oitavo lugar. A empresa de desenvolvimento de videogames de Itoi, Ape, Inc., desenvolveu dois jogos Monopoly para o Super Famicom, com Itoi atuando como produtor. Essas versões do Monopoly não foram lançadas fora do Japão e apresentavam uma experiência mais de RPG.
Itoi lançou uma ferramenta de criação de fotos chamada "Dokonoko", projetada especificamente para ser usada com animais de estimação. Foi descrito como um "Instagram para animais de estimação". Dokonoko é mais famosa por uma Labrador Retriever japonesa chamada Corky, que virou notícia de primeira linha por causa do comprimento anormal de sua língua.

## Vida pessoal
Itoi nasceu em 10 de novembro de 1948 e foi criado em Maebashi, Gunma. Ele era um fumante inveterado até parar em 2002. Itoi é casado com a atriz Kanako Higuchi desde 1993. Em uma entrevista de 2019, ele mencionou que tem asma, o que o faz tossir quando está deitado. Ele costumava jogar Mario quando não conseguia dormir à noite por causa de sua asma e afirmou que se sentia "em dívida com a Nintendo" e queria trabalhar com eles especificamente em Mother por causa disso. O protagonista do jogo, Ninten, também tem asma, o que foi um dos primeiros aspectos que Itoi criou em seu personagem.